# 코코 (영화)
《코코》(영어: Coco)는 2017년 제작된 미국의 3D 컴퓨터 애니메이션 뮤지컬 판타지 영화이다. 픽사 애니메이션 스튜디오가 제작하고 월트 디즈니 픽쳐스가 배급한다. 리 언크리치 감독의 아이디어를 기반으로 하였으며 애드리안 몰리나가 작가와 공동제작을 맡았다. 영화의 주된 이야기는 12살 소년 미겔이 백 년 전의 미스터리와 관련된 일련의 사건에 휘말리고, 끝내 가족과 놀라운 재회를 하게 된다는 내용이다.
코코의 컨셉 바탕은 멕시코의 명절인 망자의 날(디아 데 무에르토스, 스페인어: Día de Muertos)을 기반으로 하였다. 각본은 애드리안 몰리나가, 이야기는 리 언크리치가 집필하였다. 제작은 2016년부터 들어갔으며 이 과정에서 언크리치와 제작진들은 영감을 찾아 멕시코를 방문하기도 했다. 영화에 등장하게 될 해골들은 보다 매력적인 모습으로 재탄생했다. 영화의 작곡은 이전의 픽사 애니메이션 삽입곡들을 책임졌던 마이클 자키노가 제90회 아카데미상 장편 애니메이션 작품상·주제가상 수상작이다.

## 줄거리
멕시코 소년 미겔은 집안 대대로 음악은 절대 하지 말라는 호령에도 불구하고, 자신도 우상 에르네스토 델라크루즈처럼 뛰어난 음악가가 되리라는 꿈을 꾼다. 미겔은 그의 개 단테와 함께 자신도 모르게 망자의 땅에 발을 들이게 된다. 그곳을 헤메던 둘은 멋진 사기꾼 헥토르를 만나고, 미겔네 가족사에 얽힌 진짜 이야기를 밝혀내기 위한 놀라운 여정을 시작한다.

## 캐스팅

### 원본판 목소리 출연
- 앤서니 곤살레스 - 미겔 리베라. 열두 살 음악 꿈나무.[1][3]
- 가엘 가르시아 베르날 - 엑토르. 망자의 땅에 있던 멋진 사기꾼으로 이승 세계를 볼 수 있도록 미겔에게 도와달라 간청한다. 그러나 사실은 진짜 고조할아버지였으며 진짜 음악 작곡가이며 "기억해 줘"라는 작곡한 장본인이다.[1]
- 벤자민 브래트 - 에르네스토 델라크루즈. 멕시코 역사상 가장 유명했던 음악가로 미겔의 우상이자 고조할아버지였다가 나중에 가서 아니었음에 밝힘에다가 사기꾼이며 살인자다.[1][4]
- 르네 빅토르 - 엘레나. 미겔의 할머니로 음악은 절대 하지 말라는 불호령을 내린다.[1]
- 아나 오펠리아 무르기아 - 마마 코코. 미겔의 증조할머니.[5]
- 에드워드 제임스 올모스 - 치차론. 헥토르의 친구로 망자의 땅에서 잊혀진 존재.[3]
- 제임 캐밀 - 파파. 미겔의 아버지.[3]
- 소피아 에스피노사 - 마마. 미겔의 어머니.[3]
- 몬체 에르난데스 - 로사 미겔의 여동생.[3]
- 루이스 발데스 - 티오 베르토. 미겔의 삼촌.[3]
- 롬바르도 볼바르 - 마리아치. 산타 세실리아 광장에서 미겔을 만나는 사람.[3]
- 알라나 우바치 - 마마 이멜다. 미겔의 고조할머니.[3]
- 셀렌 루나 - 티아 보시타. 미겔의 이모.[3]
- 알폰소 아라우 - 파파 훌리오. 미겔의 증조할아버지.[3]
- 허버트 시구엔사 - 티오 오스카르 / 티오 펠리페. 미겔의 쌍둥이 외삼촌[3]
- 옥타비오 솔리스 - 저승 도착 대리인[3]
- 가브리엘 이글레시아스 - 서기장[3]
- 키크 마린 - 교도소장[3]
- 블랑카 아라셀리 - 엠시[3]
- 존 래천버거[6]
- 레니 빅터 - 엘레나 할머니
- 다이아나 오텔리 - 빅토리아
- 나탈리아 코르도바 버클리 - 프리다 칼로
- 단테. 미겔과 친한 떠돌이 개이자 영혼의 안내자

### 한국어판 목소리 출연
- 문서윤(아역): 미겔 리베라
- 이현: 헥토르
  - 정동화(뮤지컬 배우): 노래
- 신용우: 에르네스토 데 라 크루즈
  - 박정민 (오페라 배우, 콘서트 가수): 노래
- 전숙경: 마마 이멜다
- 이미자: 엘레나
- 김현심: 마마 코코/프리다 칼로
- 최승훈: 파파 엔리크/펠리페 할아버지/창구 직원
- 김현욱: 파파 훌리오/파티 경비/교정기 찬 남자
- 윤용식: 오스카 할아버지/부서장/베르토 삼촌
- 한신: 구스타보
- 소정환: 치차론/돈 이달고/악사/경찰
- 김채하: 마마 루이사/빅토리아 할머니/창구 직원
- 이지현: 로시타 할머니/로사
- 사문영: 사회자
- 기타 출연진: 안소명, 김준오, 박꽃별, 이수안, 조계영, 조민혁, 공보경, 류겸조

## 우리말 제작
- 엔딩곡 : 기억해 줘 (Remember Me)
- 노래 : 윤종신
- 원곡 : 미겔 Feat. Natalia Lafourcade
- 음악 연출: 박덕수
- 대사 연출: 박선영
- 번역&가사 번역: 김윤희
- 더빙 스튜디오 : STORM
- 믹싱 스튜디오 : SHEPPERTON INTERNATIONAL
- 크리에이티브 수퍼바이저 : 이현철
- 한국어 제작 : Disney Character Voices International,Inc.

## 제공
- 수입/배급 : 월트디즈니컴퍼니코리아 유한책임회사
- 제작 : 월트 디즈니 픽처스/픽사 애니메이션 스튜디오